# Bernd Schmitt (Wirtschaftswissenschaftler)
Bernd Herbert Schmitt (* 22. Oktober 1957 in Heidelberg) ist Professor für International Business in der Marketing Division und seit 1999 Faculty Director des Center on Global Brand Leadership an der Columbia Business School der Columbia University in New York.

## Leben
Schmitt besuchte in Heidelberg das Bunsen-Gymnasium und studierte an der Ruprecht-Karls-Universität Heidelberg Psychologie. Als Austauschstudent ging er an die Cornell University und promovierte dort in Psychologie. Im Jahr 1988 ging er an die Columbia University und lehrte unter anderem zu Kaufverhalten und Markenführung. Von 1996 bis 2000 leitete er den Marketingbereich der China Europe International Business School in Shanghai und hatte den ersten Marketing-Lehrstuhl in China inne. 2009 wurde er in die Liste Thinkers50 aufgenommen. 2019 war er Inhaber der Dr. Jörg Mittelsten Scheid-Gastprofessur an der Bergischen Universität Wuppertal. Schmitt ist der Chefredakteur des Journal of Consumer Research.